# Михайлик, Андрей Константинович
Михайлик, Андрей Константинович - (6 апреля 1957 года), Киев — режиссёр, журналист, автор, кинооператор документальных фильмов и проектов, публицистики.

## Из биографии
Родился 6 апреля 1957 года в Киеве, в семье военнослужащего. Образование высшее, Киевский политехнический институт, инженер-системотехник.
В журналистику пришёл после 30 лет. До этого пробовал себя во многих профессиях и специальностях: старшина роты, слесарь-сборщик, инженер-конструктор, инструктор спортивного туризма, строитель, менеджер консалтинговой ассоциации, сотрудник министерства.
Печатается с 1991 года, на телевидении начинал как автор сюжетов, телепрограмм, фильмов. Впоследствии освоил профессию кинооператора, режиссёра. Работал в объединении «Эко-Украина» (главный редактор телепрограммы «Зелёная студия»), агентстве "Чернобыльинтеринформ" (автор и ведущий телепрограммы «Чрезвычайная ситуация»), Дирекции телерадиопрограмм Верховной Рады Украины (главный редактор, телеканал "РАДА"). С мая 2009 года - независимый режиссёр, журналист, продюсер.
В феврале 2001 года в составе Украинского мобильного госпиталя принимал участие в ликвидации последствий землетрясения в штате Гуджарат (Индия). (Одновременно был репортёром, кинооператором, фотокором, спасателем).
В ноябре-декабре 2004 года руководил творческой группой, которая осуществляла оперативные съёмки событий, в центре которых был украинский парламент. (Ежедневные постоянные информационные выпуски «Без комментариев» на парламентском телеканале «РАДА», фильм «Эпизоды парламентской хроники».
На протяжении длительного времени занимается темой преодоления последствий аварии на Чернобыльской АЭС. Особое внимание - истории возведения и дальнейшая судьба «Объекта «Укрытие»» (фильмы «Берлога для ядерного зверя» и другие)

## Награды и отличия
- Знак отличия МЧС Украины "За отвагу в чрезвычайной ситуации" II степени (2001 г.);
- Почетная грамота Верховной Рады Украины (2005 г.)
- Лауреат V Международного фестиваля экранных искусств «Кинотур» в номинации «Служба спасения» (фильм «Рыцари гор», 2007)
- Победитель видеоконкурса «Заповедная Украина» (фильм «Синий выр Карпат», 2011 г.)
- Дипломант Конкурса парламентской журналистики (2002 г.)
- Победитель телефестиваля «Открой Украину» (в двух номинациях и номинант на гран-при, фильм «Иной Чернобыль», 2012 р.)

## Проекты
- Создание Экспедиционно-приключенческого центра «Байда» (1990 год);
- Один из основателей (вице-президент) Всеукраинской экожурналистской ассоциации (ВЭЖА), 1996
- Создание Центра общественного экологического телевидения, 1996
- Концепция развития парламентского телевидения Украины (2004 - 2014 гг.)
- Телепроект «Регион» - телекомпания НАРТ, 1998
- Телепроект «Азбука безопасности», агентство «Чернобыльинтеринформ", 2000-2002
- Телепроект «Объектив», парламентский телеканал «РАДА», 2006-2007
- Телепроект«Мир дипломатии», парламентский телеканал «РАДА», 2007-2008
- Телепроект «Так получилось», 2008-2009

## Фильмография
«Dum spiro spero. Карпаты - зеленые легкие Европы », 1997;
«Вырий (теплые края) на северном побережье. Черноморский биосферный заповедник», «Синие очи Волыни» , "Гранит" 1998;
«Каневский природный заповедник», 1999;
«Демонстрационные солнечные системы», 2000;
«Жаркий февраль 2001-го. Письма из Индии»,«Берлога для ядерного зверя», «Днепровские заметки Чернобыльских уроков », 2001,
«Истоки независимости. И повеет новый огонь из Холодного Яра», «Ассоциация налогоплательщиков Украины», «Предотвратить, чтобы не спасать», «Их беда не застанет врасплох», «Проверено, мин нет», «Учения прошли удачно », 2002
«Там, где начинается Уж» (1996 - 2003), «Синий выр (водоворот) Карпат» (1997-2003);
«Дорогами Анатолия Раханского», 2003;
«Золото Серебряной Земли» (проблемные вопросы лесной отрасли Закарпатья), «Город Солнца - Саки», «Эпизоды парламентской хроники» 2004;
«От майдана до майдана», «Чернобыльском беде - 19 лет», 2005
«Уикенд по-закарпатски», «Чернобыльская весна - 2006», «Сивашский Рубикон», «Буковинское измерение», 2006
«На берегах океана будущего», «Девственные леса в центре Европы», «Мой родной город - Славутич», «Рыцари гор» (2007)
«Карпатский, первый национальный природный» (2008)
«Так сі стало» (Так вышло), ч. 1 (причины и последствия паводков в Карпатском регионе) (2008)
«Хортиева дача», «Овцы, мои овцы» (2009)
«Иной Чернобыль», «Стужицкая премьера» (2011)
Документальный проект "Украина 20/21"(20 серий) (2012)
Цикл «Монологи»: «Меценаты», «Мольфар»,«Художник», «Спасатель» (2007 - 2008), «Хранительница будущего» (2009), "Сеньйор" (2010)
"Кони, что живут под небесами" ( 2012) 
"В дебрях синевирских пралесов" (девственных лесов) (2013) 

## Публикации
- «Школа учит и учится сама. Разговор с Василием Кременем»
- А. Михайлик. Экологическое равновесие в горах — важный фактор предотвращения чрезвычайных ситуаций
- А. Михайлик. Балканское путешествие
- А. Михайлик А. Тот, что в «саркофаге» сидит: Проблемы объекта «Укрытие-2» / / Чрезвычайная ситуация. -. 2002. — № 12.
- А. Михайлик. Зона отчуждения / / Московский комсомолец в УКРАИНЕ. – . 2010 -. № 17
- А. Михайлик. Страхи о страховой медицине / / Московский комсомолец в УКРАИНЕ. – . 2010 -. № 25
- А. Михайлик. Вівці, мої вівці… / / Московский комсомолец в УКРАИНЕ. – . 2010 -. № 33
- А. Михайлик. Другое большинство / / Московский комсомолец в УКРАИНЕ. – . 2010 -. № 35
- А. Михайлик. Эпизоды парламентской хроники — Журнал Аудитория
- YouTube - Amykhaylyk's Channel 2009